# Ona Batlle
Ona Batlle Pascual (* 10. Juni 1999 in Vilassar de Mar) ist eine spanische Fußballspielerin. Sie steht seit 2023 wieder beim FC Barcelona, wo sie bereits in ihrer Jugend gespielt hatte, unter Vertrag und spielte 2019 erstmals für die spanische Nationalmannschaft, mit der sie 2023 Weltmeisterin wurde.

## Karriere

### Vereine
Ona Batlle wurde 2011 vom FC Barcelona bei einem Spiel der katalanischen U-12-Mannschaft entdeckt. Daraufhin besuchte sie die Fußball-Jugendakademie La Masia des FC Barcelona und spielte schließlich für die B-Mannschaft des Vereins. Am 9. November 2016 wurde sie erstmals in die A-Mannschaft berufen, kam beim Champions-League-Achtelfinalspiel gegen den FC Twente Enschede allerdings nicht zum Einsatz.
Im Sommer 2017 änderte Barcelona seine Strategie dahingehend, dass vermehrt erfolgreiche ältere Spielerinnen verpflichtet wurden, weshalb es für Spielerinnen aus den Jugendmannschaften schwieriger wurde, in die erste Mannschaft aufzusteigen. Batlle war eine von sieben Spielerinnen, die La Masia besucht hatten und sich im Sommer dazu entschieden, den Verein zu verlassen, um in der ersten Mannschaft eines anderen Vereins zu spielen. Battle schloss eine Rückkehr zum FC Barcelona allerdings nicht aus.
Im Juli 2017 wurde Batlle vom Madrid CFF verpflichtet, der in die Primera División aufgestiegen war. Ihr Debüt für ihren neuen Verein gab sie beim ersten Spiel des Vereins in der Primera División, als sie im Spiel gegen Levante für Laura del Río García eingewechselt wurde. Sie absolvierte 28 der 30 Ligaspiele des Vereins, wobei sie in 26 Spielen von Beginn an spielte. Der Verein belegte zu Saisonende schließlich den zehnten Platz.

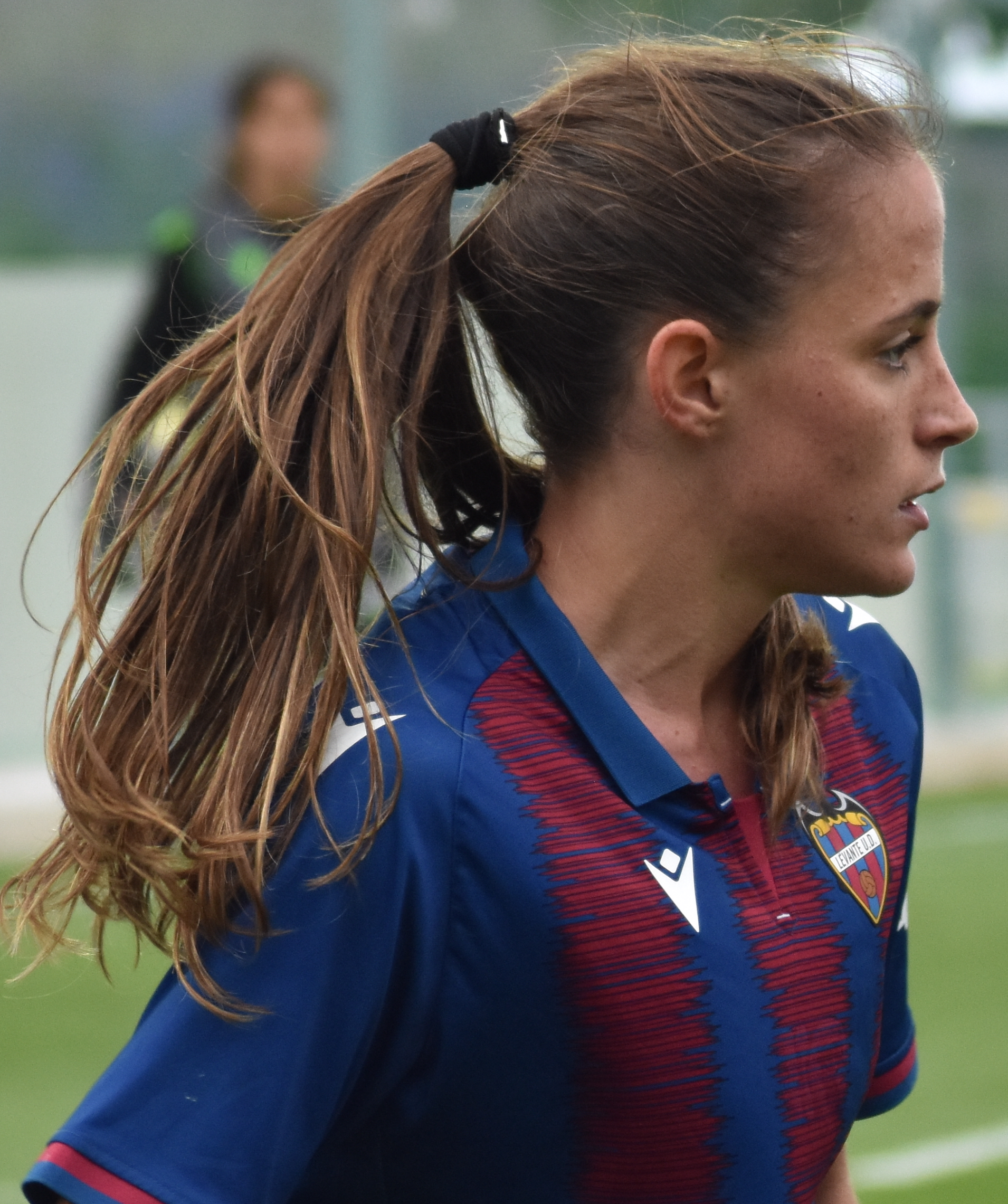
Ona Batlle bei UD Levante (2019)

Nach einer Saison bei Madrid unterschrieb Batlle im Juni 2018 einen Vertrag bei UD Levante. Sie verletzte sich allerdings bei der U-20-Fußball-Weltmeisterschaft der Frauen 2018 im August, weshalb sich ihr Debüt für ihren neuen Verein verzögerte. Schließlich wurde sie am 5. Dezember 2018 bei einem Spiel gegen den Madrid CFF eingewechselt und absolvierte damit ihr erstes Spiel für Levante. Ihr erstes Tor in der Primera División erzielte sie beim Spiel gegen EdF Logroño am 22. Dezember 2018. Am 24. Juni 2020 gab sie bekannt, ihren Vertrag bei Levante nicht zu verlängern.
Am 13. Juli 2020 unterschrieb Batlle einen Zweijahresvertrag mit Option auf ein drittes Jahr beim Manchester United W.F.C., der in der FA Women’s Super League spielte. Ihr Debüt gab sie am 6. September 2020 im Spiel gegen den Titelverteidiger Chelsea FC Women. Insgesamt absolvierte sie in der Saison 23 der 27 Spiele, außerdem wurde sie als Manchester-United-Spielerin des Jahres ausgezeichnet. Ihr erstes Tor für Manchester United erzielte sie im ersten Ligaspiel der Saison 2021/22 gegen den FC Reading. In der Saison absolvierte sie 21 Ligaspiele und sie wurde in das PFA Team of the Year aufgenommen.
Im Sommer 2023 wechselte Batlle erneut zum FC Barcelona, wo sie bereits in ihrer Jugendzeit gespielt hatte.

### Nationalmannschaft
Batlle spielte zunächst für die spanische U-17-Mannschaft, U-19-Mannschaft und U-20-Mannschaft, wobei sie an fünf großen Turnieren teilnahm: der U-17-Fußball-Europameisterschaft der Frauen 2015 und 2016, der U-17-Fußball-Weltmeisterschaft der Frauen 2016, der U-19-Fußball-Europameisterschaft der Frauen 2017 und der U-20-Fußball-Weltmeisterschaft der Frauen 2018.
Bei der U-17-Europameisterschaft 2015 gewann Spanien das Finale gegen die Schweiz mit 5:2. Batlle kam bei diesem Turnier in vier der fünf Spiele zum Einsatz. Beim Turnier im folgenden Jahr unterlag Spanien im Finale gegen die deutsche Mannschaft im Elfmeterschießen. Batlle spielte bei diesem Turnier in jedem Spiel ihrer Mannschaft. Aufgrund des guten Ergebnisses bei der U-17-Europameisterschaft war die Mannschaft automatisch für die U-17-Weltmeisterschaft qualifiziert. Dort spielte Batlle in fünf der sechs Partien mit spanischer Beteiligung. Die Mannschaft belegte schließlich den dritten Platz.
Im Juli 2017 wurde Batlle von Pedro López für die U-19-Europameisterschaft nominiert. Das Finale gewann Spanien gegen Frankreich. Batlle kam bei jedem Spiel ihrer Mannschaft zum Einsatz und gehörte zur Mannschaft des Turniers. Durch den Sieg bei der Europameisterschaft qualifizierte sich Spanien für die Teilnahme an der U-20-Weltmeisterschaft 2018. Aufgrund einer Verletzung im Spiel gegen Paraguay konnte Batlle allerdings nur in einem Spiel zum Einsatz kommen. Nach einer Niederlage im Finale gegen Japan belegte Spanien schließlich den zweiten Platz.
Am 17. Mai 2019 kam Batlle bei einem Freundschaftsspiel gegen Kamerun erstmals für die spanische Nationalmannschaft zum Einsatz, als sie für Eunate Arraiza eingewechselt wurde. Im Februar 2020 wurde sie für den spanischen Kader für den SheBelieves Cup 2020 nominiert. Dort absolvierte sie zwei Spiele für die spanische Nationalmannschaft. Spanien belegte schließlich den zweiten Platz bei dem Turnier. Bei der Fußball-Europameisterschaft der Frauen 2022 kam Batlle in allen vier Spielen zum Einsatz.

## Erfolge
Barcelona
- Copa de la Reina: 2017

spanische Nationalmannschaft
- Fußball-Weltmeisterschaft der Frauen: 2023
- U-19-Fußball-Europameisterschaft der Frauen: 2017
- U-17-Fußball-Europameisterschaft der Frauen: 2015

Individuell
- Mitglied der Mannschaft des Turniers bei der U-17-Fußball-Europameisterschaft der Frauen: 2016
- Mitglied der Mannschaft des Turniers bei der U-19-Fußball-Europameisterschaft der Frauen: 2017